# Hitlisten
Hitlisten (Tracklisten), su sve tjedne ljestvice u Danskoj. Ljestvica ujedinjuje prodaju CD-ova, gramofonskih ploča i digitalnih preuzimanja. Singlove i albume certificira IFPI (International Federation of the Phonographic Industry).

## O Ljestvici

### 2001. – 2007. (Hitlisten)
Dana 1. siječnja 2001. po prvi puta izašla je danska ljestvica singlova. Ljestvica se sastojala od 20 najprodavanijih singlova. Ljestvica je nosila ima Hitlisten i trajala je sve do 2007. godine. U to vrijeme ljestvice nije sadržala popis najprodavanijih albuma.

### 2007. - danas (Tracklisten)
Dana 2. studenog 2007. godine utemeljena je nova ljestvica singlova i po prvi puta se pojavila ljestvica albuma po imenu Tracklisten.

## Vanje poveznice
- Službena stranica
- Arhiva Arhivirana inačica izvorne stranice od 22. travnja 2012. (Wayback Machine)